# ملعب ديوجاو
الملعب الأولمبي ساو بينيديتو (Estádio Olímpico São Benedito) والمعروف بـ ديوجاو (Diogão) هو ملعب يقع في براغانكا، البرازيل. يتم استخدامه عادةً لمباريات كرة القدم ويستضيف مباريات نادي براغانتينو ‏ ونادي كايتي ‏. تبلغ سعة الملعب القصوى 11,000 شخص.